# Nationaal-Religieuze Partij
De Nationaal-Religieuze Partij (Hebreeuws: מפלגה דתית-לאומית, Miflagah Datit Le'Umit, kortweg Mafdal מפד"ל) is een voormalige Israëlische politieke partij die als Het Joodse Huis in 2008 is voortgezet.
Mafdal rekruteerde haar aanhangers vooral onder religieus-zionistische modern-orthodoxe joden.

## Ontstaan
De Nationaal-Religieuze Partij ontstond in 1956 na de vereniging van Mizrachi, een orthodox-joodse partij, en haar arbeidersbeweging, Hapoel Hamizrachi. De oprichters van de Nationaal-Religieuze Partij (Mafdal) waren Yosef Burg en Haim Moshe Shapira. De nieuwe partij richt zich sindsdien op de uitbouw van een religieuze, orthodox-Joodse staat. Tot 1977 maakte Mafdal deel uit van coalities die werden gedomineerd door de Arbeidspartij (Avoda). Deze langdurige verbintenis met de Arbeidspartij wordt wel de Historische Liga genaamd (הברית ההיסטורית). Voor de Arbeidspartij was Mafdal een weinig veeleisende coalitiepartner: Het eiste het handhaven van de speciale (religieuze) wetgeving, het laten voortbestaan van de religieuze scholen, verbod op het verkopen van niet-koosjer eten en het stipt onderhouden van de Sabbat.

## Nieuwe generatie
In de jaren 60 groeide de invloed van een nieuwe, jonge generatie ("De Jeugdigen", הצעירים) binnen Mafdal. Zij eisten dat de partij zich meer zou bezighouden met economische en sociologische vraagstukken. Ook stelden zij de coalitie met de Arbeidspartij ter discussie. Na de Zesdaagse Oorlog (1967), waarbij het Israëlisch leger grote stukken buitenlands grondgebied bezette, ontwikkelde de partij zich in messiaanse richting. Tot die tijd was Mafdal niet of nauwelijks geïnteresseerd in de territoriale vergroting van de Staat Israël, maar na de Zesdaagse Oorlog streefde de partij naar het behoud van de veroverde gebieden. Men kan zeggen dat Mafdal aan het einde van jaren 60 van gematigde partij was opgeschoven naar een nationalistische partij.

## Opkomst religieuze partijen
Aan het einde van de jaren 70 en het begin van de jaren 80 ontstonden er in Israël nieuwe religieuze partijen. In 1981 werd het zetelaantal van Mafdal in de Knesset gehalveerd tot zes. Dit zetelverlies ging o.a. ten koste van Tami, een Sefardisch Joodse partij. Later ontstonden Shas (Sefardisch joods) en het Verenigd Torah Jodendom (Askenazisch Joods) die successen boekten. Overigens stond Mafdal open voor zowel Askenazische Joden als Sefardische Joden.
In 1986 ging Mafdal met Likoed regeren (kabinet-Shamir), in 1992 ging Mafdal in de oppositie, maar trad in 1996 opnieuw toe tot een Likoed-regering (kabinet-Netanyahu I). In 2001 trad Mafdal niet toe tot het Kabinet-Sharon I, maar in 2003 tot het kabinet-Kabinet-Sharon II.
Omdat Mafdal religieus-zionistisch was, betekende dit dat ze deel uitmaakte van de zionistische beweging. Hierin onderscheidde het zich van niet- of antizionistische religieuze partijen, zoals Shas en het Verenigd Thora-jodendom. Mafdal was ook niet theocratisch en erkende dat Israël een democratie was en dat moest blijven.

## Israëlisch-Palestijns conflict
In het Israëlisch-Palestijns conflict nam Mafdal een Joods-nationalistisch standpunt in. Volgens Mafdal mocht er binnen de huidige grenzen van Israël geen Palestijnse Staat worden gevestigd. Mafdal wilde geen enkele buitenlandse autoriteit op Israëlisch grondgebied toestaan.
Mafdal probeerde, net als sommige andere Joods-nationalistische en Joods-religieuze partijen, op religieuze gronden haar standpunten omtrent de huidige omvang van de Staat Israël te rechtvaardigen. Volgens hen behoorden de historische landen Judea en Samaria, die in de Bijbelse tijden tot het Koninkrijk Israël en het Koninkrijk Juda behoorden, ook tot de moderne staat Israël. Mafdal wilde ook de Joodse nederzettingen die zich op het gebied van de Palestijnse Autoriteit bevinden handhaven. Veel Mafdal-leden in de Knesset waren (kinderen van) bewoners van de nederzettingen.

## Standpunt inzake sociaal welzijn
Mafdal geloofde dat de staat en maatschappij voor de zwakkeren en armen in de samenleving moet zorgen. Zevulum Orlev, voorheen minister van Arbeid en Sociale Zaken was pleitbezorger van een aanpak van armoede van staatswege.

## Parlementsverkiezingen van 2006
Voor de parlementsverkiezingen van 2006 ging Mafdal een lijstverbinding aan met de Nationale Unie.

## Voorzitter
De laatste voorzitter van Mafdal was ex-generaal Effi Eitam.

## Knessetleden na de verkiezingen van 2003
- Ephraïm (Effi) Eitam
- Zevulun Orlev
- Shaul Yahalom
- Rabbijn Izhak Levi
- Gila Finklestein
- Nisan Salomianski

## Zetelaantallen 1992-heden
| Zetelverdeling periode 1992-heden |
| 1992: 6                           |
| 1996: 9                           |
| 1999: 5                           |
| 2003: 6                           |